# Josefa Lang
Josefa Lang, auch Josephine Lang, verheiratete Josefine Flerx (1791 in München – 7. Oktober 1862 in Hietzing) war eine deutsche Theaterschauspielerin.

## Leben
Lang trat 1808 in den Verband des Hoftheaters in München, dem sie sowohl als Liebhaberin wie als Sängerin eine Reihe von Jahren angehörte. 1827 trat sie, die sich während ihrer künstlerischen Tätigkeit großer Beliebtheit erfreute, in Pension (mit 36! Jahren) und übersiedelt sodann nach Wien, wo sie am 7. Oktober 1862 starb.
Als eine ihrer anerkanntesten Leistungen bezeichnete man die „Zerline“ im Don Juan, ebenso wie „Lisette“ in Cäsario.

## Familie
Lang war die Tochter der Schauspielerin Marianne Lang (1764–1835) und des Hornisten Martin Lang (1755–1819). Ihre Geschwister waren der Geiger Theobald Lang (1783–1839), der Fagottist Franz Xaver Lang (1791–1862) sowie Margarethe Lang (1788–1861). Verheiratet war sie ab April 1810 mit dem Tänzer und Komiker Karl Flerx.
Sie wurde auf dem Hietzinger Friedhof (Gruppe 6, Nummer 33) in Wien beerdigt.

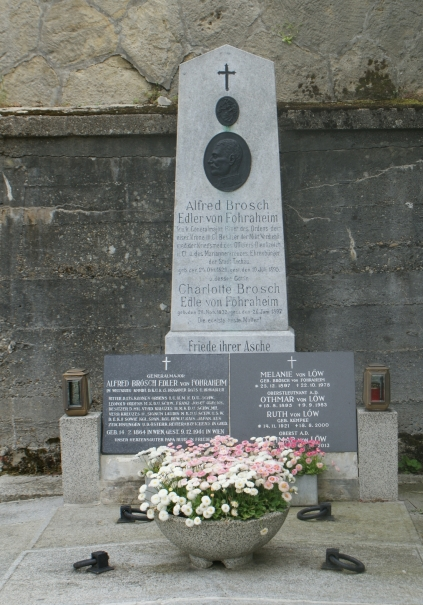
Grabstätte von Josefa Flerx